# Lewis Abernathy
Lewis Abernathy (* im 20. Jahrhundert) ist ein US-amerikanischer Filmschauspieler und Drehbuchautor.

## Leben
Lewis Abernathy schloss 1980 sein Studium der Medienwissenschaft an der University of North Texas ab, von 1982 bis 1984 folgte ein Studium der Filmproduktion an der University of Southern California in Los Angeles.
1986 war er Visual Effects Supervisor beim Sci-Fi-Horrorfilm Die Todesgalaxie. Für Deep Star Six schrieb er das Drehbuch. Beim Horrorfilm House IV führte er die Regie.
Seine bekannteste Rolle als Schauspieler ist die des Lewis Bodine in dem Welterfolg Titanic von 1997. Auch trat er in James Camerons Dokumentarfilmen Expedition Bismarck von 2002 und Die Geister der Titanic von 2003 jeweils als Tiefseeforscher in Erscheinung. 2002 schrieb er das Drehbuch für den Sci-Fi-Horror Terminal Invasion. 2008 spielte er im kanadischen Drama The Name of God mit.

## Filmografie

### Schauspieler
- 1977: The Trial of Lee Harvey Oswald
- 1989: Hardball (Fernsehserie, eine Folge)
- 1990: Tales of the Unknown
- 1997: Titanic
- 2002: Expedition Bismarck (Expedition: Bismarck)
- 2003: Die Geister der Titanic (Ghosts of the Abyss)
- 2008: The Name of God

### Stab
- 1986: Die Todesgalaxie (Star Crystal, Leitung Visual Effects)
- 1989: Deep Star Six (Drehbuch)
- 1992: House IV (Regie)
- 2002: Terminal Invasion (Drehbuch)